# Gourretia denticulata
Gourretia denticulata is een tienpotigensoort uit de familie van de Callianassidae. De wetenschappelijke naam van de soort is voor het eerst geldig gepubliceerd in 1937 door Lutze.